# Сосновская, Ольга Александровна
О́льга Алекса́ндровна Сосно́вская (родилась 17 декабря 1962, Узловая, Тульская область, РСФСР, СССР) — российская оперная певица (сопрано). Заслуженная артистка РФ (2006), Народная артистка Республики Коми (1999), лауреат Всероссийского и международного конкурсов вокалистов, лауреат Государственной премии Республики Коми, награждена медалью «За особые заслуги перед Республикой Коми», лауреат I-го республиканского конкурса «Человек года» в номинации «Творческая личность года», Президент Международного культурного фонда «Классика и современность», Почетный гражданин города Сыктывкара.
Солистка-вокалистка (мастер сцены) Государственного театра оперы и балета Республики Коми. Преподаватель Колледжа искусств Республики Коми и Гимназии искусств при Главе Республики Коми имени Ю. А. Спиридонова. Награждена Патриаршей грамотой Патриарха Московского и всея Руси Кирилла.

## Биография
Ольга Сосновская родилась в городе Узловая Тульской области, на родине её матери. Отец родился и вырос на Украине, в Знаменке Кировоградской области, где Ольга в детстве проводила каждое лето. Детство и юность прошли в далёком приполярном городе Инта Коми АССР.
После окончания школы, Ольга Сосновская поступает на вокальное отделение Республиканского училища искусств города Сыктывкара в класс Заслуженного работника культуры России, Народного артиста Республики Коми, Заслуженного учителя Коми АССР Маркова Сергея Павловича.

### Личная жизнь
Замужем за Владимиром Юрковским.
- сын Александр Юрковский
- сын Алексей Юрковский

### Педагогическая деятельность
Ольга Сосновская, как педагог и консультант, дает уроки и мастер-классы как в России, так и за рубежом. Она член жюри многочисленных российских и международных конкурсов и фестивалей. С 2011 года является педагогом по специальности «Вокальное искусство» в Колледже искусств Республики Коми, вокальным консультантом в Гимназии искусств Республики Коми.

## Награды и премии
- Лауреат I-го Республиканского конкурса «Человек года» в номинации «Творческая личность года» (1997).
- Почётное звания «Народная артистка Республики Коми» (1999).
- Лауреат II премии во Всероссийском конкурсе исполнителей классического романса (2001).
- Специальный приз жюри Всероссийского конкурса исполнителей классического романса «За лучшее исполнение произведения советского композитора» (2001).
- Лауреат I премии IV международного конкурса исполнителей старинного русского романса имени Изабеллы Юрьевой (2003).
- Почётное звание «Заслуженная артистка Российской Федерации» (11 марта 2006 года) — за заслуги в области искусства[2].
- Памятная медаль «95 лет Республике Коми» (2016)[3].
- Премия Правительства Республики Коми в области драматургии и сценического искусства, литературы и культуры[4] (2019).
- Орден «За заслуги в культуре и искусстве» (22 июля 2024 года) — за большой вклад в развитие отечественной культуры и искусства, многолетнюю плодотворную деятельность[5].

## Дискография

### CD
- 1997 — «Арии, песни, романсы». Партия фортепиано — Елена Койдан. (С. Рахманинов, Ц. Кюи, А. Даргомыжский, Н. Римский-Корсаков, М. Мусоргский, П. Чайковский, Ипполитов-Иванов, А. Варламов, А. Власов, Дж. Пуччини, И. С. Бах, Дж. Каччини, Э. Григ, Ф. Шуберт, Л. Делиб)[6]
- 2001 — «Шедевры оперной классики». Ольга Сосновская, Александр Байрон(Папагено), Елена Максимова (Миловзор, Никлаус). Государственный Академический симфонический оркестр Российской Федерации. Дирижер — Феликс Коробов.[7]
- 2003 — «Ольга Сосновская. Запись с благотворительного концерта». Партия фортепиано — Елена Койдан.[8]
- 2006 — «Главное, ребята, сердцем не стареть!» совместно с Владимиром Юрковским.[9]
- 2007 — «Пасхальный концерт с органом» Ольга Сосновская и Дарья Мееркова. CD/DVD с записью концерта на сцене Концертного зала органной и камерной музыки «Александровский Костел»[10]
- 2012 — Сергей Рахманинов: романсы для голоса и фортепиано; Борис Чайковский: вокальный цикл «Лирика Пушкина».[11]

### DVD
- 2006 — «Trans-Opera». Ольга Сосновская и балет театра оперы и балета РК в спектакле-шоу «Фаустина».[9]
- 2007 — «Пасхальный концерт с органом». Ольга Сосновская и Дарья Мееркова. И. С. Бах, Г. Ф. Гендель, В. А. Моцарт, Дж. Каччини, Дж. Верди, В. Беллини, Ф.Мендельсон, С. Рахманинов, Н. Аренский.[10]